# (5311) 1981 GD1
(5311) 1981 GD1 là một tiểu hành tinh vành đai chính. Nó được phát hiện bởi Alan C. Gilmore và Pamela M. Kilmartin ở Mount John University Observatory ở New Zealand, ngày 3 tháng 4 năm 1981.